# Hugo Wickman
Oskar Hugo Wickman, född 11 oktober 1904 i Gävle i Gävleborgs län, död 7 juli 1962 i Gävle Heliga Trefaldighets församling, var en svensk målare, tecknare, grafiker, teckningslärare och skriftställare. 
Han var son till köpmannen David Wickman och Gärda Lundstedt och från 1935 gift med Asta Gunborg Blom samt far till Jarl Wickman och  morbror till artisten Cat Stevens. Wickman studerade vid Högre konstindustriella skolan i Stockholm 1924–1927 samt genom självstudier under resor till Tyskland, Danmark, Italien, Grekland och Jugoslavien. Efter examen från Högre konstindustriella skolan arbetade han som teckningslärare i Gävle samtidigt som han ägnade sig med konstnärlig verksamhet. Tillsammans med O Jensen och Juho Suni ställde han ut i Gävle 1951 och tillsammans med Yngve Dahlbäck och Suni i Eskilstuna 1952 samt med Johnny Mattsson och Lars Gynning i Varberg 1957. Separat ställde han bland annat ut i Hudiksvall och Sandviken, och han medverkade i Gävleborgs läns konstförenings utställningar 1945–1961 och samlingsutställningar på De ungas salong i Stockholm, Lorensbergs konstsalong i Göteborg och i samlingsutställningar Västerås. Han var representerad vid Unga Gävleborgare utställningar i Gävle och Luleå 1951. Bland hans offentliga märks en väggmålning för Nynässkolans matsal i Gävle. Han ägnade sig både åt måleri och teckning. Hans måleri som till en början innefattade figurer, landskap och stilleben gick efterhand över till alltmer abstrakta verk utförda i vaxpastell, akvarell. Han skrev och publicerade även ett par diktsamlingar och som skriftställare medverkade han med konstartiklar i olika Gävletidningar. Wickman finns representerad vid bland annat Gävle museum, Hälsinglands museum och Gävle kommun. 
Han var från 1935 gift med Asta Gunborg Blom (1915–1983). De är begravda på Gävle skogskyrkogård.